# Cyprian (Kazandżiew)
Cyprian, imię świeckie Ognian Dobrinow Kazandżiew (ur. 8 marca 1976 w Kazanłyku) – bułgarski biskup prawosławny.

## Życiorys
Ukończył średnią szkołę muzyczną. W wieku dwudziestu lat złożył wieczyste śluby mnisze w Monasterze Rilskim przed jego przełożonym, biskupem dragowityjskim Janem. 8 września 1996 został wyświęcony na hierodiakona, zaś 14 września – na hieromnicha. W latach 1996 do 1998 był dziekanem monasteru Matki Bożej w Kazanłyku, równolegle ucząc się w seminarium duchownym przy Monasterze Rylskim. W 1998 został zaliczony w poczet duchowieństwa metropolii wraczańskiej, w której w 2000 został mianowany protosynglem. W 2003 otrzymał godność archimandryty. W związku z piastowaną godnością protosyngla był p.o. przełożonego Monasteru Czerepiskiego, monasteru św. Eliasza w Strupecu, monasteru św. Jana Chrzciciela w Gradeszu, honorowym proboszczem soboru Świętych Apostołów we Wraczy, soboru św. Mikołaja we Wraczy, cerkwi św. Sofroniusza Wraczańskiego we Wraczy oraz cerkwi św. Jerzego w Mezdrze. W latach 2006–2007 był protosynglem metropolii Stanów Zjednoczonych, Kanady i Australii, następnie wrócił do eparchii wraczańskiej i do wcześniejszych obowiązków.
3 marca 2008 został wyświęcony na biskupa trajanopolskiego, wikariusza eparchii wraczańskiej.
W 2010 ukończył studia teologiczne na Uniwersytecie Sofijskim.
W 2016 objął katedrę starozagorską.